# Federhof (Hilpoltstein)
Federhof ist ein Gemeindeteil der Stadt Hilpoltstein im Landkreis Roth (Mittelfranken, Bayern). Federhof liegt in der Gemarkung Meckenhausen.

## Lage
Der Weiler liegt im Vorland der Mittleren Frankenalb nordwestlich des Kauerlacher Weihers und südöstlich von Meckenhausen in einem von der Autobahn A 9 und dem Main-Donau-Kanal gebildeten Winkel. Der Gemeindesitz ist in nordwestlicher Richtung circa 8,5 Kilometer entfernt.
Die Federhof-Flur ist circa 77 Hektar groß.

## Ortsnamensdeutung
Der Ortsname, im nordgauischen Dialekt als „Vöderhof“ ausgesprochen, bedeutet „der vordere Hof“.

## Geschichte
Bei Federhof befindet sich ein Burgstall; dort könnte eines der zuletzt drei Herrengeschlechter von Meckenhausen seinen Sitz gehabt haben.
Mit dem pfalz-neuburgischen Amt Hilpoltstein war Federhof mit seinen zwei eichstättischen Höfen von 1542 bis 1578 an die Reichsstadt Nürnberg verpfändet. Die von Nürnberg vorgenommene Güterbeschreibung, ein Salbuch von 1544, ist der erste schriftliche Nachweis für Federhof; dort heißt es, dass die beiden eichstättischen Höfe „mit Zins, Steuer, Gilt und Vogtei“ ins eichstättische Amt Obermässing, aber mit der „hohen Obrigkeit“, also der Hochgerichtsbarkeit, „gen (Hilpolt)-Stein“ gehören. Als 1552/53 der brandenburg-ansbachische Markgraf Albrecht Alcibiades mit der Reichsstadt Nürnberg in Fehde lag (Zweiter Markgrafenkrieg) und dabei sengend und brennend das Land um Hilpoltstein verwüstete, wurde auch Federhof angezündet. Im 16. Jahrhundert hatte den Federhof die Nürnberger Patrizierfamilie Rieter zu Lehen.
Gegen Ende des Alten Reiches, um 1800, bestand Federhof, mit Rabenhof und Kauerlach zur Gemeinde Meckenhausen gehörend, weiterhin aus zwei Untertanen-Anwesen, die grundherrlich und niedergerichtlich dem hochstiftisch-eichstättischen Pfleg- und Kastenamt Obermässing und hochgerichtlich dem nunmehrigen kurfürstlichen Pflegamt Hilpoltstein unterstanden.
Im neuen Königreich Bayern (1806) wurde Federhof dem Steuerdistrikt bzw. der Ruralgemeinde Meckenhausen zugeteilt. 1820 wohnten in den zwei Anwesen Federhofs 15 Einwohner. 1831 heißt es von dem Weiher am Federhof, dass er „viel Wassergeflügel“ aufweist. 1875 wurden amtlicherseits in Federhof 15 Pferde und 25 Stück Rindvieh gezählt.
Nach dem Zweiten Weltkrieg fanden Flüchtlinge und Heimatvertriebene Zuflucht in den beiden Höfen, die Bewohnerzahl stieg vorübergehend um etwa zehn Personen an.
Im Zuge der Gebietsreform in Bayern wurde die bis dahin eigenständige Großgemeinde Meckenhausen mit dem Gemeindeteil Federhof, der sich zum 1. Januar 1972 weitere neun Orte angeschlossen hatten, am 1. Juli 1976 nach Hilpoltstein eingemeindet.
Federhof Nr. 1 ist als „Spargelhof“ Sitz der „Marktgemeinschaft Rother Spargel GmbH“.

## Einwohnerentwicklung
- 1818: 15 (2 „Feuerstellen“ = Anwesen; 1 Familie)[17]
- 1836: 19 (2 Häuser; als „Federhöfe“ bezeichnet)[18]
- 1861: 18 (3 Gebäude, als „Federhöf“ bezeichnet)[19]
- 1871: 13 (6 Gebäude)[20]
- 1904: 16 (2 Wohngebäude)[21]
- 1938: 13 (nur Katholiken)[22]
- 1950: 25 (2 Anwesen)[13]
- 1961: 21 (2 Wohngebäude)[23]
- 1970: 13[24]
- 1987: 16 (3 Wohngebäude, 4 Wohnungen)[25]

## Katholische Kapelle St. Crescentia
Die klassizistische Rundkapelle mit mittiger Laterne und Kuppel auf dem flachen Kuppeldach wurde 1815 von dem Meckenhauser Maurermeister Alois Nißlbeck, um dessen Meisterstück es sich handeln soll, erbaut und ist Eigentum der beiden Anwesensbesitzer. Die Hofkapelle ist der hl. Crescentia von Kaufbeuren († 1744; 2001 heiliggesprochen)  gewidmet. Der viersäulige spätbarocke/klassizistische Altar hat ein Altarbild der hl. Crescentia und im Aufzug eine Rundbild mit der Marienkrönung. Die Kapelle hat die Denkmalnummer D-5-76-127-77.

## Verkehr
Der Federhof ist über zwei Abzweigungen von der Kreisstraße RH 28 zwischen Karm im Süden und Meckenhausen im Norden zu erreichen.
Der Radrundweg Hilpoltstein 3 berührt auch den Federhof, ebenso der „Kulturwanderweg Rothsee - Naturpark Altmühltal - Rothsee“.

## Sonstiges
Am Federhof befindet sich eine Wetterstation der Bayerischen Landesanstalt für Landwirtschaft.